# Megaphobema robustum
Megaphobema robustum (лат.) — вид пауков из семейства пауков-птицеедов. Встречается во влажных тропических лесах Колумбии и Бразилии. Питается сверчками, другими насекомыми (в том числе крупными), небольшими ящерицами и разными мышами. Размер паука — 15—20 см. Вид известен своим оборонительным поведением.

## Синонимы
В синонимику вида входят следующие биномены:
- Lasiodora robusta Ausserer, 1875
- Megaphobema robusta (Ausserer, 1875), orth. var.